# 愛情の花咲く樹 (映画)
『愛情の花咲く樹』（あいじょうのはなさくき、原題：Raintree County）は、1957年に公開されたアメリカ合衆国の映画。ロス・ロックリッジ・ジュニアの小説『愛情の花咲く樹』を原作としている。監督はエドワード・ドミトリクが行い、脚本はデヴィッド・ルイスが、脚本はミラード・カウフマンが担当した。
1958年のアカデミー賞に4部門ノミネートされている。

## キャスト
※括弧内は日本語吹替（初回放送1975年9月7日『日曜洋画劇場』）
- ジョン・ショーネシー：モンゴメリー・クリフト（山内雅人）
- スザンナ・ドレイク：エリザベス・テイラー（武藤礼子）
- ネル・ゲイサー：エヴァ・マリー・セイント（里見京子）
- オーヴィル・パーキンス：リー・マーヴィン（小林清志）
- エレン（ジョンの母）：アグネス・ムーアヘッド
- スタイルズ教授：ナイジェル・パトリック（穂積隆信）
- ガーウッド・B・ジョーンズ：ロッド・テイラー（羽佐間道夫）
- 南軍の兵士：デフォレスト・ケリー

## スタッフ
- 監督：エドワード・ドミトリク
- 製作：デヴィッド・ルイス
- 脚本：ミラード・カウフマン
- 音楽：ジョニー・グリーン
- 撮影監督：ロバート・サーティース
- 編集：ジョン・D・ダニング
- 美術：ウィリアム・A・ホーニング、ユーリー・マックレアリー
- 装置：エドウィン・B・ウィリス、ヒュー・ハント
- 衣裳：ウォルター・プランケット
- 録音監督：ウェズリー・C・ミラー
- 特殊効果：ウォーレン・ニューカム
- 日本語吹替版演出：春日正伸

## 映画賞ノミネーション
- アカデミー主演女優賞：エリザベス・テイラー
- アカデミー作曲賞：ジョニー・グリーン
- アカデミー美術賞：ウィリアム・A・ホーニング、ユーリー・マックレアリー、エドウィン・B・ウィリス、ヒュー・ハント
- アカデミー衣裳デザイン賞：ウォルター・プランケット
- ゴールデングローブ賞 助演男優賞：ナイジェル・パトリック